# 아우디 Q6 e-트론
아우디 Q6 e-트론은 독일 자동차 제조업체 아우디의 배터리 전기 컴팩트 럭셔리 크로스오버 SUV로, 2023년 11월부터 잉골슈타트 시의 아우디 공장에서 생산이 시작되었다. 포르쉐 마칸과 유사한 컴팩트 럭셔리 SUV이며, 플랫폼도 공유한다. 2033년 말까지 완전 전기차로 전환하려는 아우디의 목표의 일환으로, 이 차량은 궁극적으로 아우디 Q5를 대체하도록 설계되었으며, ICE 모델과 동등한 위치를 차지한다.

## 개요
Q6 e-트론의 내부는 2023년 9월 4일 뮌헨 국제 모터쇼에서 공개되었고, 외관과 전체적인 세부 정보는 2024년 3월 18일에 공개되었다.
Q6 e-트론은 아우디의 논란이 많았던 두 자리 숫자 명명 시스템에서 숫자 지정을 생략한 아우디 최초의 차량이다. '퍼포먼스' 접미사는 가장 강력한 단일 모터 모델에 사용된다.
외관 디자인에 대해 아우디 외관 디자인의 사샤 하이드(Sascha Hyde)는 "아우디 Q6 e-트론의 경우, 클래식하고 강력한 아우디 'Q' 비율을 가진 완벽한 순수 SUV를 원했습니다"라고 말했다. 외관은 닫힌 형태의 클래식 아우디 싱글프레임 그릴을 특징으로 하며, 분할형 헤드라이트 디자인을 적용한 아우디 최초의 모델이다. 아우디의 2세대 OLED 디지털 라이트 기술과 3D 애니메이션을 적용했으며, 후면 테일라이트는 화살표와 경고 삼각형을 내부에 투사하여 후방 운전자에게 경고할 수 있다.
실내는 11.9인치 디지털 계기판과 14.5인치 중앙 인포테인먼트 터치스크린(안드로이드 기반 MIB4 시스템으로 작동)을 포함하는 아우디의 새로운 디지털 스테이지 파노라마 디스플레이를 특징으로 한다. 이 패널은 아우디의 싱글프레임 외관 그릴 모양을 모방하도록 의도되었다. 운전자 주의 분산을 없애는 액티브 프라이버시 모드가 있는 전면 승객용 10.9인치 인포테인먼트 디스플레이, 증강 현실 헤드업 디스플레이, AI 기반 아우디 어시스턴트, 그리고 앞유리를 감싸는 동적 LED 라이트 스트립 옵션이 있다.
Q6 e-트론은 뒷좌석을 접었을 때 최대 1,529 L (54.0 cu ft)의 트렁크 공간을 가지며, 뒷좌석은 40:20:40 비율로 개별적으로 접을 수 있다. 64 L (2.3 cu ft)의 프렁크 수납 공간도 제공된다.
아우디와 포르쉐가 공동 개발한 프리미엄 플랫폼 일렉트릭 플랫폼을 기반으로 하며, 800볼트 기술과 최대 270kW의 충전 용량이 기본으로 제공된다. 양쪽에 충전 포트가 있으며(한쪽은 AC/DC, 다른 쪽은 AC만), 충전 스테이션이 400볼트 기술만 지원하는 경우 배터리를 자동으로 절반으로 나누어 동일한 전압으로 충전하는 뱅크 충전이 가능하다.
스포트백으로 판매되는 쿠페 SUV 모델은 2024년 10월 13일에 공개되었다. 스포트백 모델은 경사진 루프라인으로 인해 전체 차량 높이가 38 mm (1.5 in) 감소했으며, 항력 계수는 일반 모델에 비해 0.26으로 줄었다.

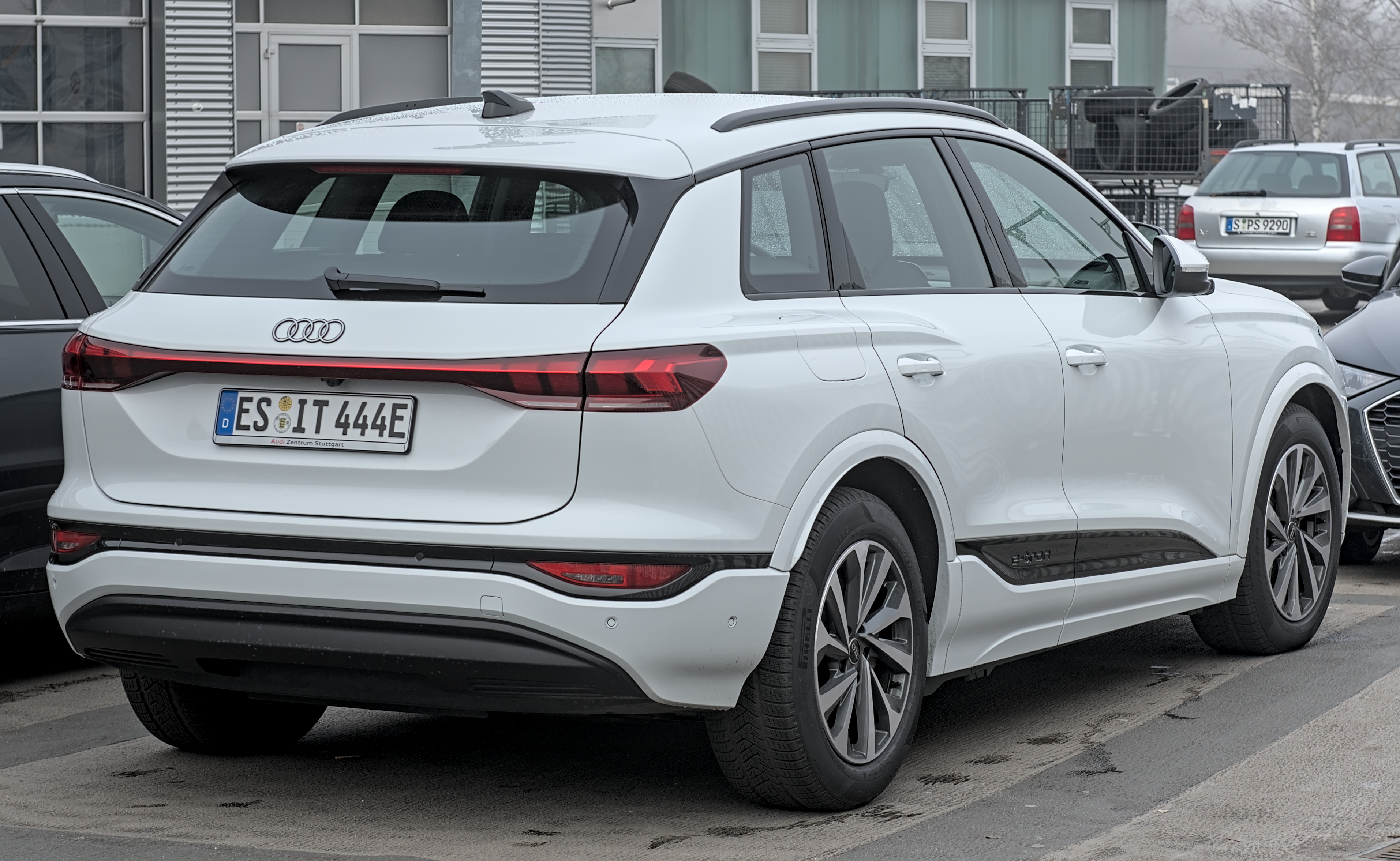
아우디 Q6 e-트론 후면
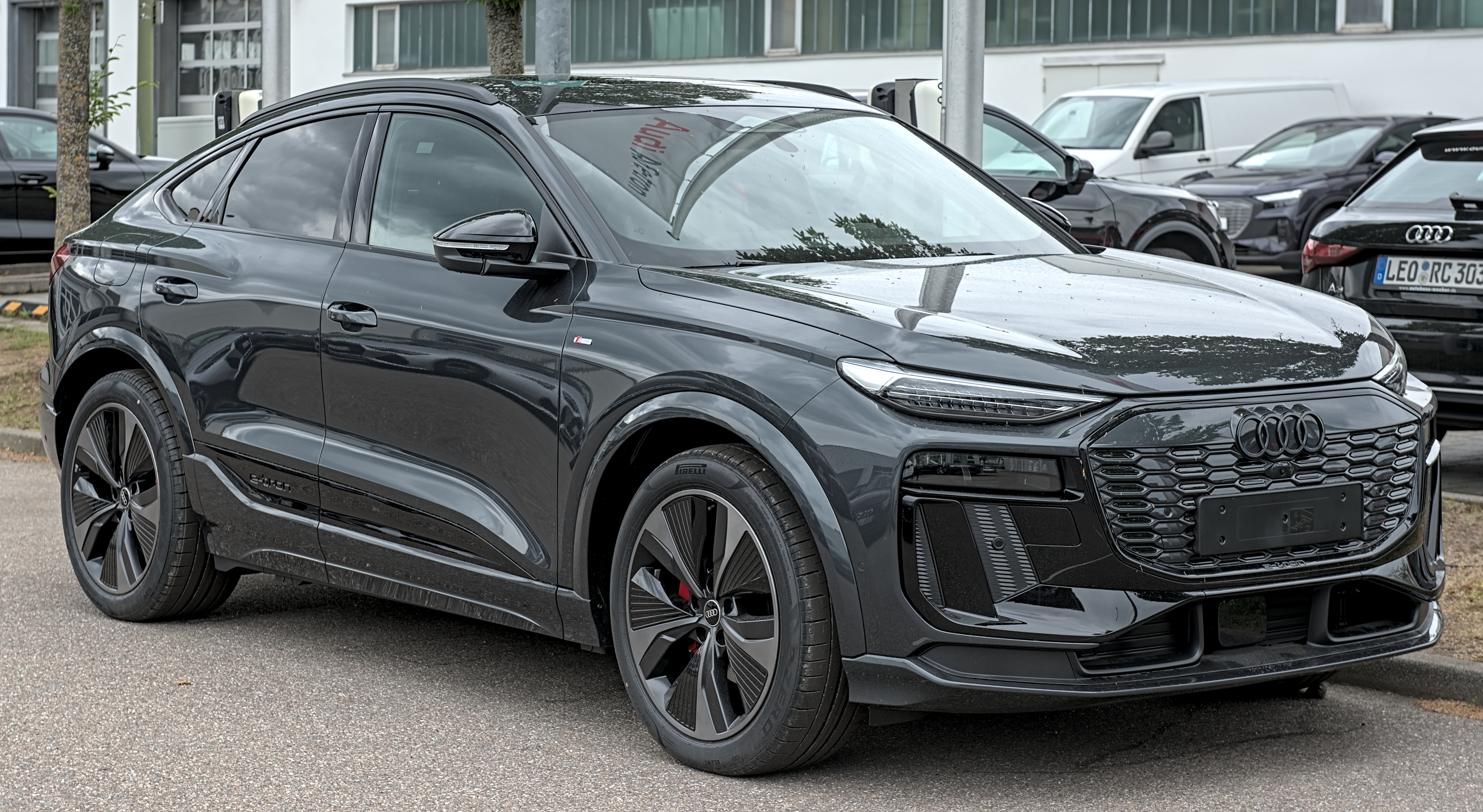
아우디 Q6 e-트론 스포트백
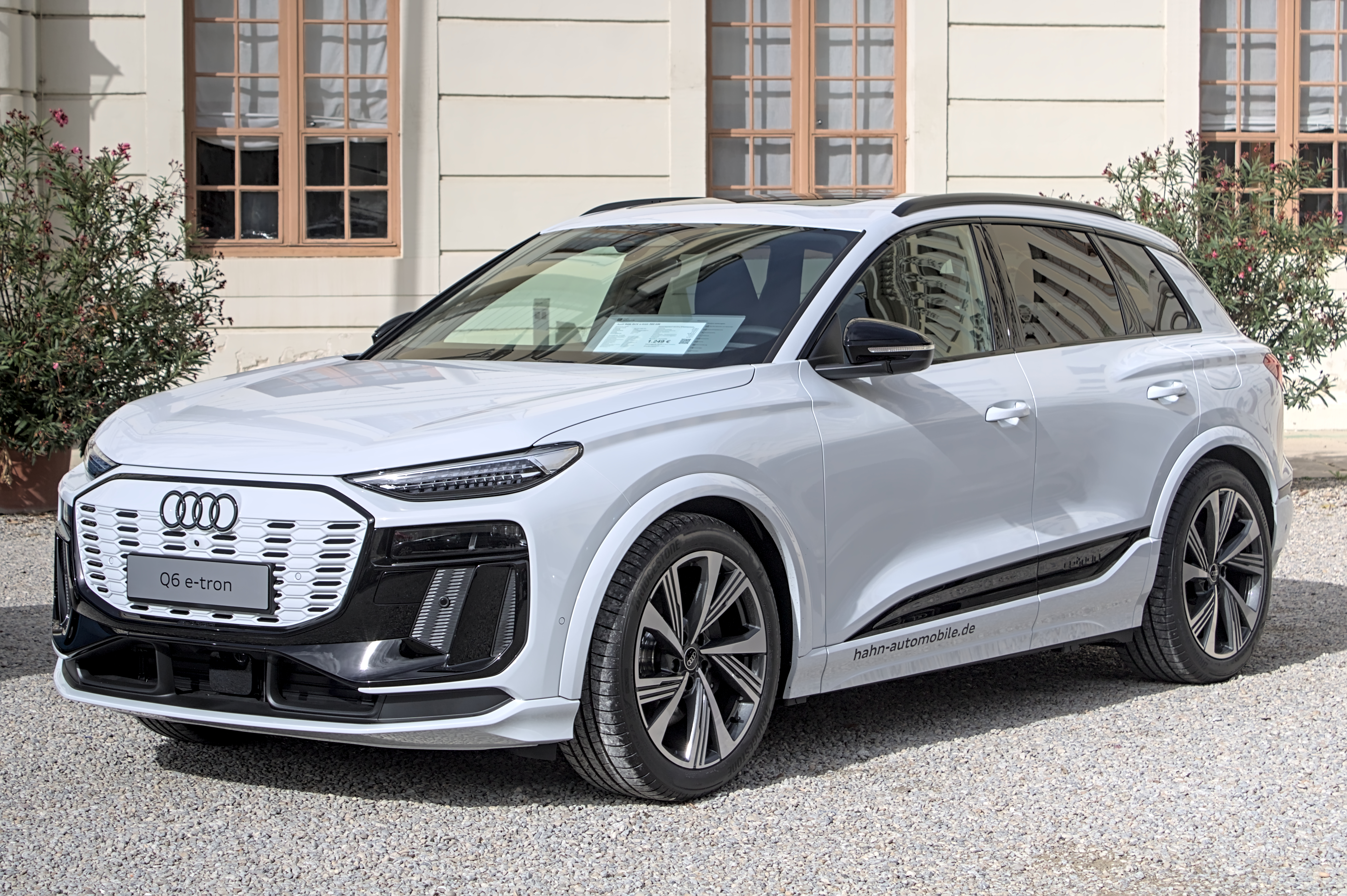
아우디 SQ6 e-트론
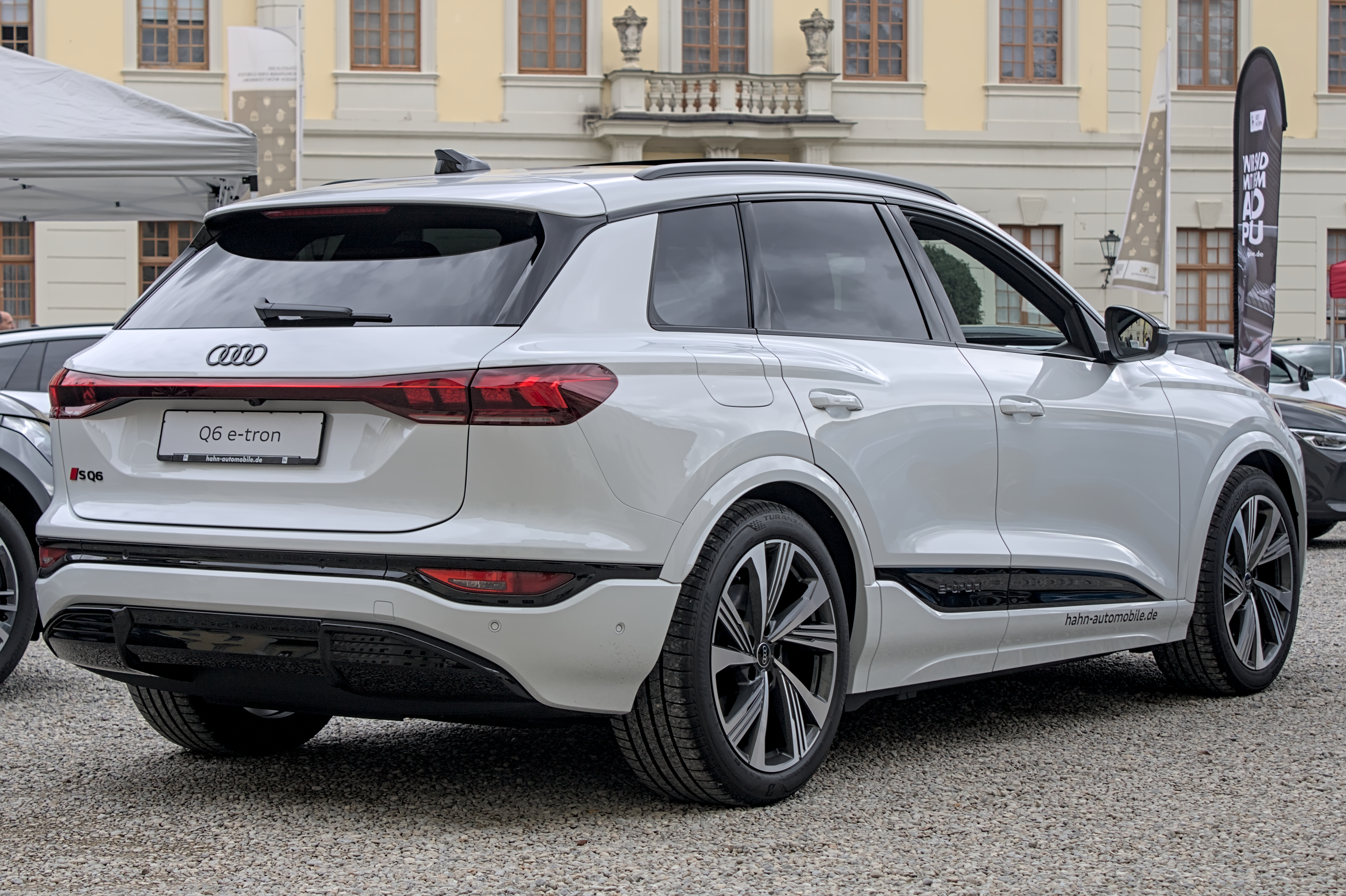
아우디 SQ6 e-트론 후면
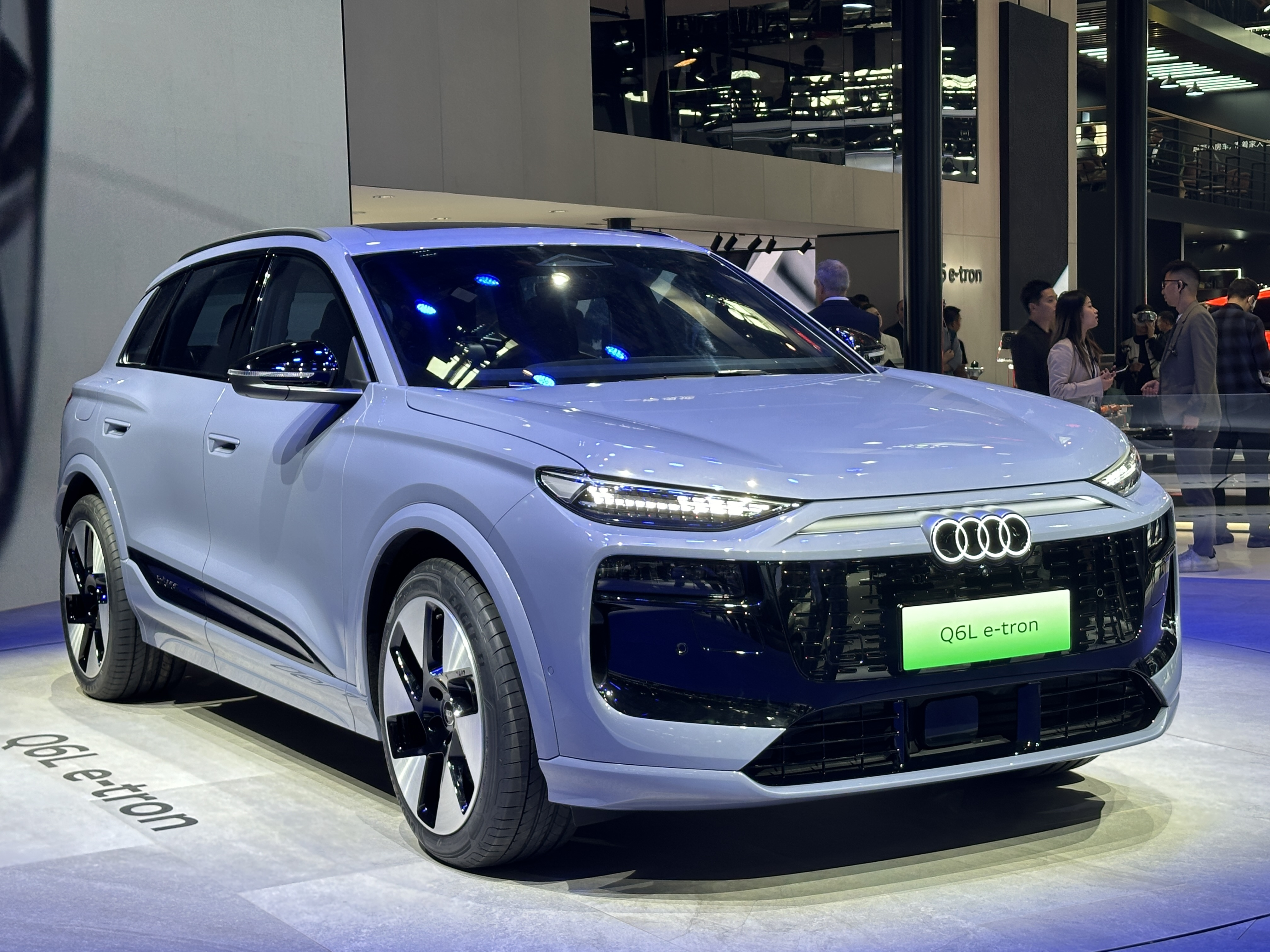
2024 베이징 오토쇼의 아우디 Q6L e-트론
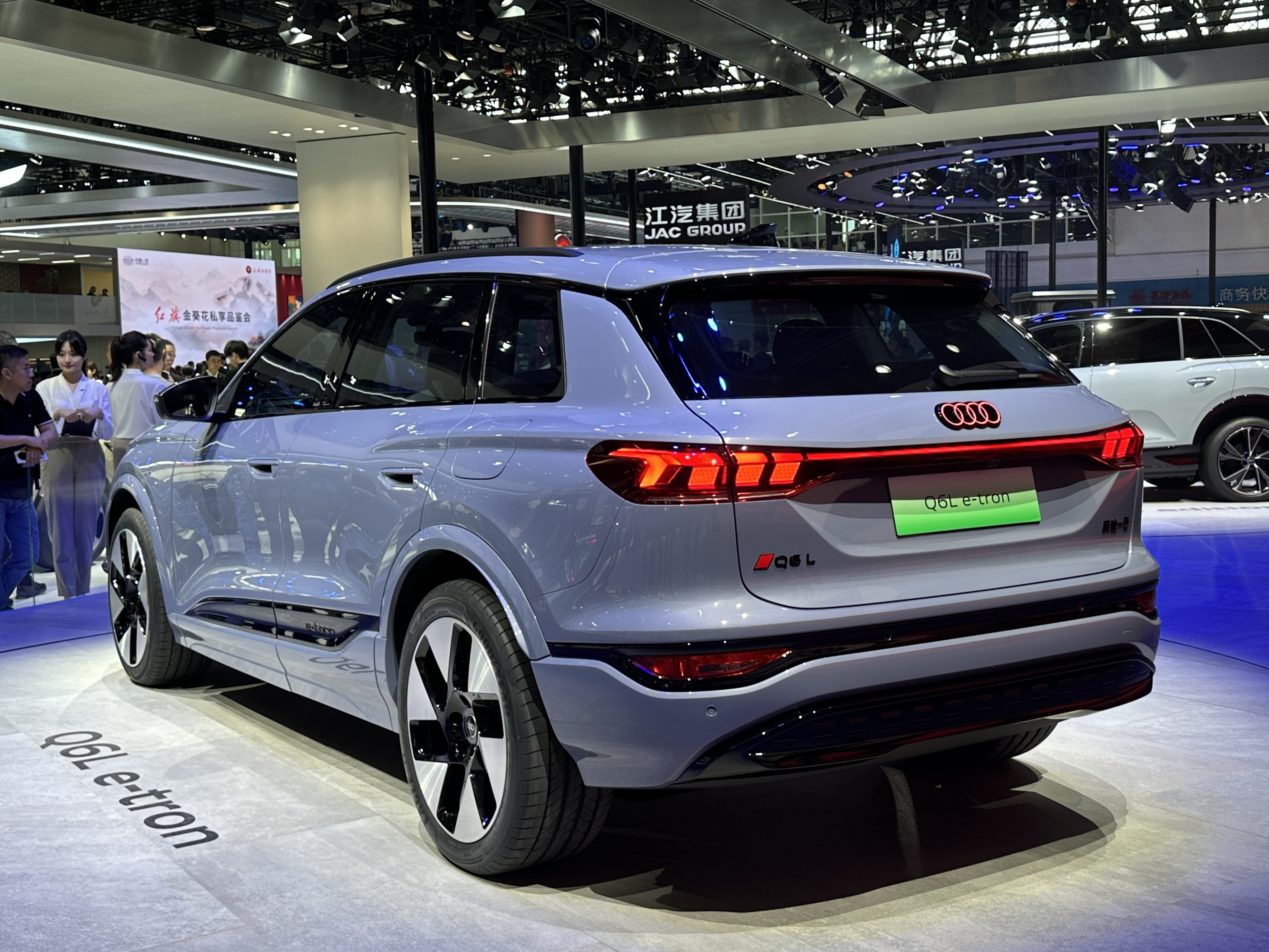
아우디 Q6L e-트론 후면
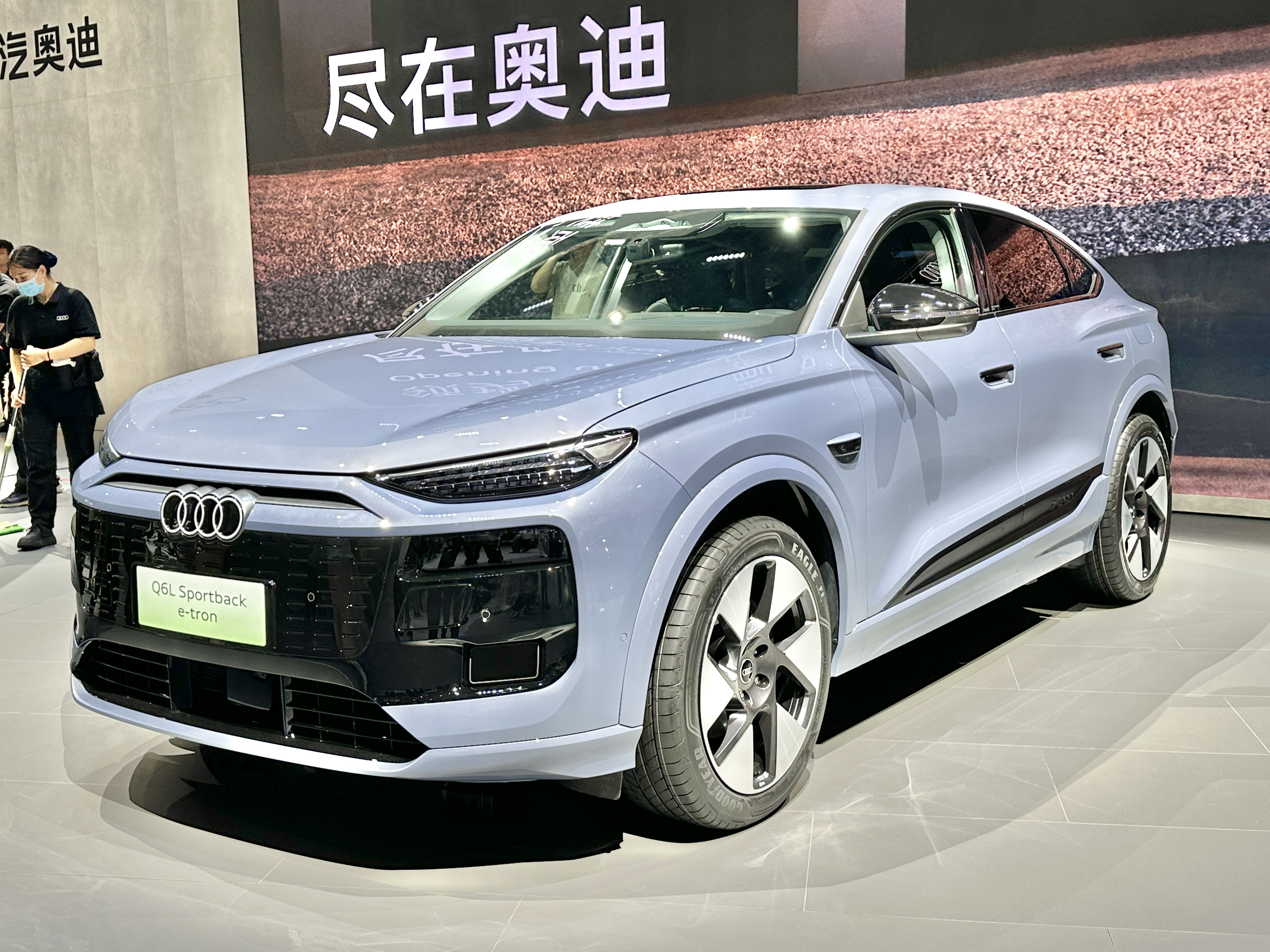
2024 광저우 오토쇼의 아우디 Q6L 스포트백 e-트론
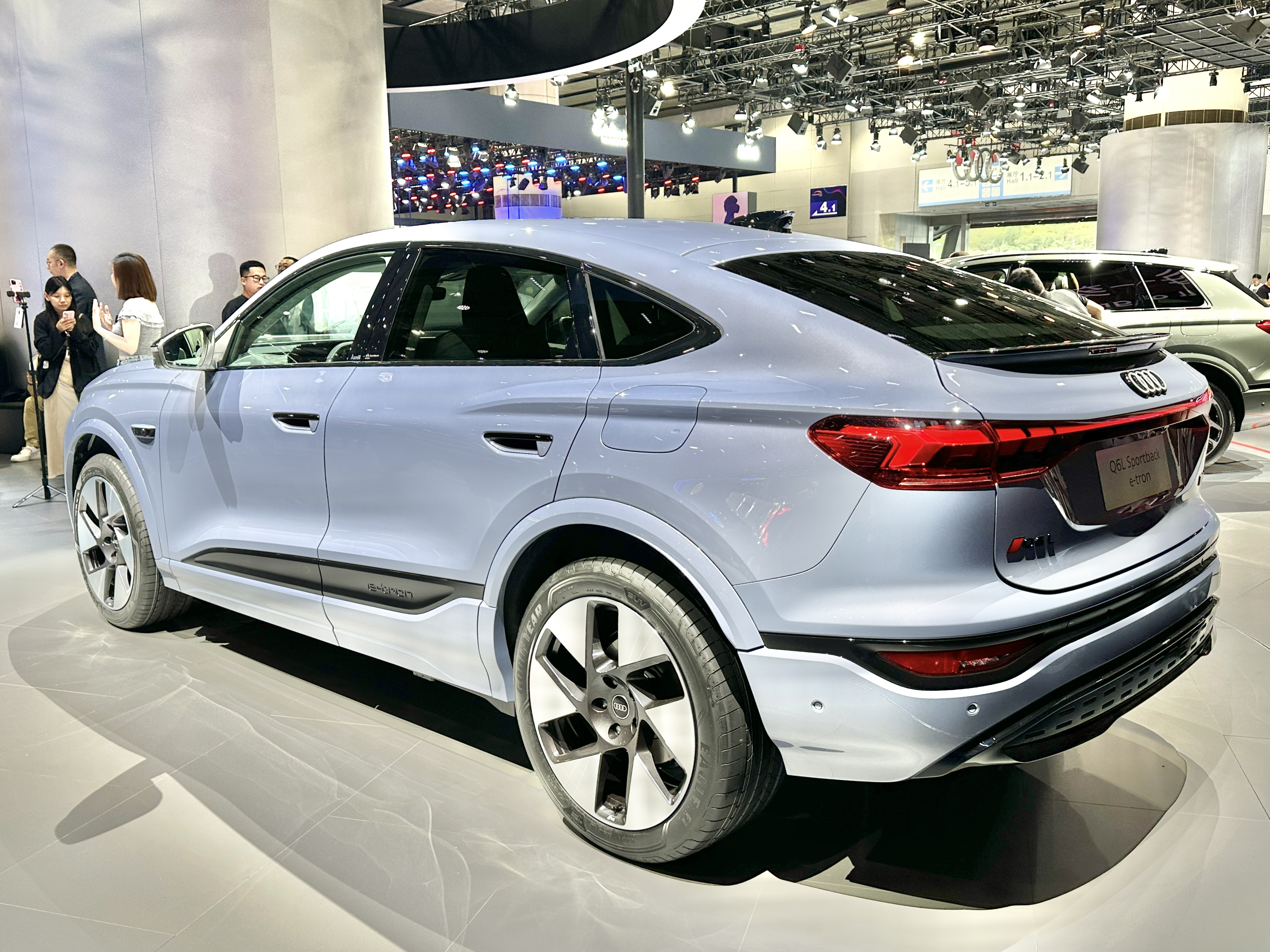
아우디 Q6L 스포트백 e-트론 후면
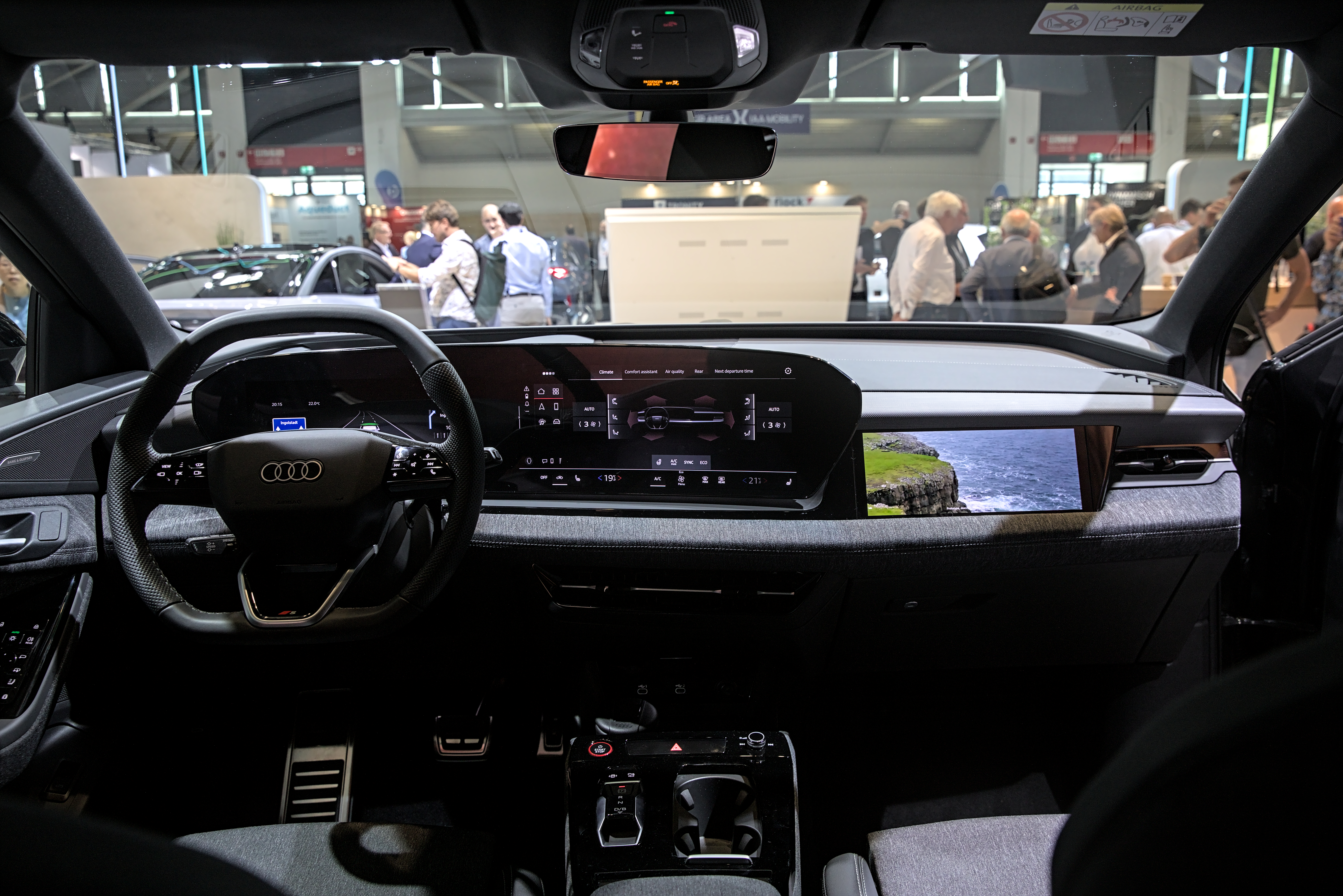
실내

## 안전
틀:Euro NCAP